# Linus Arnesson
Linus Mattias Arnesson (* 11. Mai 1990 in Hedemora) ist ein schwedischer Handballspieler, der zurzeit beim dänischen Zweitligisten HØJ Håndbold unter Vertrag steht.

## Karriere

### Verein
Arnesson wechselte 2006 im Alter von 16 Jahren von IFK Hedemora zu Redbergslids IK. Mit 17 debütierte er in der ersten schwedischen Liga und wurde der bis dato jüngste Kapitän der schwedischen Liga. 2017 warf er in der Partie gegen IFK Ystad HK neun Tore und kam nach dem Spiel auf  1.184 Treffer im Trikot von Redbergslids. Damit löste er Fredrik Pettersson (1.181) als Redbergslids erfolgreichsten Schützen aller Zeiten ab. Noch in derselben Saison wurde er zudem mit insgesamt 164 Toren und 144 Assists zum MVP der schwedischen Liga gewählt.
Zur Saison 17/18 unterschrieb er einen Vertrag beim Zweitligisten Bergischer HC. Auch Dank 134 Treffern in 38 Spielen von Arnesson gelang dem BHC der Aufstieg als Meister. Seit der Saison 2024/25 läuft er für den dänischen Zweitligisten HØJ Håndbold auf. Mit HØJ stieg er 2025 in die Håndboldligaen auf.

### Nationalmannschaft
Sein Nationalmannschafts-Debüt gab Arnesson am 14. Juli 2017 gegen Montenegro. Anfang 2018 wurde er in das Aufgebot der Nationalmannschaft Schwedens für die Handball-EM 2018 berufen, bei der er mit Schweden überraschend Zweiter wurde und somit Silber holte. Besondere Aufmerksamkeit erregte seine Leistung im Halbfinale gegen Dänemark, in welchem er insgesamt sechs Tore zum Sieg der Schweden beisteuerte und in der Verlängerung auf spektakuläre Weise den vorentscheidenden Treffer zum 35:33 erzielte.

## Privates
Im November 2011 schilderte Arnesson gegenüber dem Aftonbladet seine früheren Alkoholprobleme, insbesondere im Vorfeld der U-21-WM 2011 in Griechenland. Er sei betrunken dorthin gekommen, da er nahezu täglich nach dem Training Alkohol konsumiert habe. Schlussendlich hätten ihm sein damaliger Verein Redbergslids und Trainer Magnus Wislander geholfen, eine Entzugsklinik in Göteborg zu finden und die Abhängigkeit vom Alkohol zu stoppen. 
Später erhielt er die Diagnose, dass seine Alkoholsucht durch ADHS entstand.